# Ladislav Stanček
Ladislav Stanček (7. února 1898 Prievidza – 15. dubna 1979 tamtéž) byl slovenský hudební skladatel a pedagog.

## Život
Ladislav Stanček byl synem Jozefa Stančeka (1864–1947), učitele, varhaníka, spisovatele a hudebního skladatele působícího v Prievidzi a v Topoľčiankách. Studoval na gymnáziu v Prievidzi a maturoval na učitelském ústavu Štubnianských Teplicích, kde později působil jako pedagog. V letech 1925–1928 studoval na brněnské konzervatoři hru na varhany u Eduarda Treglera, dirigování u Františka Neumanna a skladbu u Viléma Petrželky a Osvalda Chlubny.
V letech 1928–1935 byl regenschorim v kostel Nanebevzetí Panny Marie v Bratislavě a učitelem teoretických předmětů na Hudební a dramatické akadémii tamtéž. Od roku 1935 až do odchodu do důchodu v roce 1956 učil na Učitelské akademii ve Spišském Podhradie. Řídil Sbor spišských učitelů.
Poslední léta svého života strávil ve svém rodišti, kde také 15. dubna 1979 zemřel. Jeho jménem byla pojmenována Základní umělecká škola v Prievidzi a hudební festival.

## Dílo (výběr)

### Melodramy
- Smrť záhradníkova
- Žltá ľalia op. 1b (1923, rev. 1940)
- Príchod sv. Cyrila a Metoda na Devín, op. 36 pre klavír a zborovú recitáciu (1936)
- Milan R. Štefánik, op. 42 (1940)

### Orchestrální skladby
- Slovenské piesne, op. 18 (1932)
- Kytka slovenských piesní (1936)
- Slovenské ľudové piesne (1940)
- Zhuri od Braniska, op. 41 (1940)
- Andante maestoso (1944)
- Pod oblôčkom (1950)
- Lesk na vodách

### Kantáty
- Dunaju náš, op. 20, kantáta pre veľký mužský zbor (1933)
- Riavy Slovenského raja pre mužský zbor a orchester (1943)
- Nad mojou zemou holubica lieta, op. 73, kantáta pre soprán sólo, miešaný zbor a orchester (1952)
- Slávnosť na horách, op. 76, kantáta pre miešaný zbor a veľký orchester (text Milan Lajčiak, 1954)

### Chrámové skladby
- Missa brevis ad duas voces aequales, op. 12 (1931)
- Ave Maria, op. 17a pre ženský zbor a organ (1932)
- O salutaris hostia, op. 17c pre ženský zbor a organ (1932)
- Sub tuum praesidium, op. 17b pre ženský zbor a organ (1932)
- Starosloviensky Otčenáš, op. 26 (1934)
- Ave Maria (1941)
- Dve piesne na česť sv. Jána de la Salle-a pre hlas a organ (1942)
- Responsoria Missae (1943)
- Omša o Nepoškvrnenom počatí Panny Márie, op. 77a pre hlas a organ (1954)
- Litánie loretánske, op. 89a (1965)
- Litánie o Najsvätejšom Srdci Ježišovom, op. 89b pre hlas a organ (1965)
- Žalm 148, op. 90 pre hlas, miešaný zbor a orchester (1966)
- Nešpory (Vesperae), op. 89c pre hlas a organ (1966–1967)
- Hymny k nešporám, op. 93 pre hlas a organ (1967)
- Pašie podľa Lukáša, op. 101 (1971)
- Spevy omšového ordinária, op. 109 (1978)
- Hlaholská omša
- Missa "Deus sempiterne", op. 23

### Literární publikace
- Organ, jeho dejiny, stavba, zostrojenie a zaobchádzanie s ním. Spišské Podhradie 1941
- Kapitoly o hudobnom umení. Ružomberok 1944

Kromě toho komponoval písně, sbory, komorní hudbu i skladby pro dechový orchestr.